# Ду Карму да Силва, Виржилиу
Виржилиу ду Карму да Силва (порт. Virgilio do Carmo da Silva; род. 27 ноября 1967, Венилале, Португальский Тимор) — первый восточно-тиморский кардинал. Епископ Дили с 30 января 2016 по 11 сентября 2019. Архиепископ Дили с 11 сентября 2019. Кардинал-священник с титулом церкви Сант-Альберто-Маньо с 27 августа 2022.

## Источник
- Информация  (англ.)